# Elżbieta Giedyminówna
Elżbieta Giedyminówna, född okänt år, död 1364, var en litauisk regent. Hon var regent i hertigdömet Płock som förmyndare för sin son Bolesław III av Płock från 1337 till 1343. 